# Runenstein von Møgedal
Der Runenstein von Møgedal (No. NIæR 53 – N KJ88) lag auf dem Hof Møgedal, in Helleland, nordöstlich von Eigerøya, bei Stavanger im Süden der Fylke Rogaland in Norwegen.
Der etwa 3,0 Meter lange, 1,1 Meter breite und etwa 35 Zentimeter dicke Runenstein aus hellmn Granit wurde während des Straßenbaus mit einer auf der Unterseite liegenden Inschrift gefunden. Der Stein war in drei Teile geteilt, die als Fütterung in der Straße verwendet wurden. Die ausgegrabenen Stücke wurden ins Archäologische Museum von Stavanger transportiert, wo sie ausgestellt sind. Die Runeninschrift im älteren Futhark wurde auf etwa 500 n. Chr. datiert.
Die Inschrift mit großen Runen verläuft auf einer Breitseite. Sie wurde mit „laiþigaR“ (wahrscheinlich ein männlicher Name) übersetzt.